# Makazole Mapimpi
Pas d'image ? Cliquez ici

a Compétitions nationales et continentales officielles uniquement.

b Matchs officiels uniquement.
Dernière mise à jour le 16 août 2025.
Makazole Mapimpi, né le 26 juillet 1990 à Tsholomnqa dans le district de Mdantsane (Afrique du Sud), est un joueur international sud-africain de rugby à XV, jouant principalement au poste d'ailier avec la franchise des Sharks en United Rugby Championship depuis 2018. Il est champion du monde 2019 avec l'Afrique du Sud, inscrivant un essai en finale face à l'Angleterre (32-12). 

## Biographie
Makazole Mapimpi est né dans un environnement rural et pauvre. Lors de la Coupe du monde de rugby 2019 les joueurs sud-africains sont invités à fournir des photos de leur famille qui seront intégrées aux numéros floqués dans le dos de leur maillot. A cette occasion, Mapimpi est le seul à ne donner qu'une photo de lui. Quand Rassie Erasmus, le sélectionneur, lui demande pourquoi, il lui avoue n'avoir plus personne de proche. Ses parents, ainsi que ses frères et sœurs, sont tous morts,.

## Carrière

### En club
Makazole Mapimpi commence sa carrière à l'académie des Border Bulldogs (East London), où il joue avec l'équipe des moins de 19 ans en 2009. Il ne parvient cependant pas à percer au niveau professionnel, et retourne ensuite jouer au niveau amateur en Border Super League (championnat amateur du tiers ouest de la province du Cap-Oriental),. Il joue alors jusqu'en 2013 avec le Winter Roses RFC, puis il rejoint le Swallows RFC. Les deux clubs sont rivaux et basés dans le township de Mdantsane (en) dont il est originaire,. Il faut attendre 2014, et la faillite de la structure professionnelle des Border Bulldogs, causant le départ de nombreux joueurs, pour que Mapimpi ait sa chance au niveau provincial,.
Il fait ses débuts professionnels en Vodacom Cup en 2014, et marque un essai lors de son premier match contre les Natal Sharks,. L'année suivante, il fait également ses débuts en Currie Cup. Alors qu'il joue dans un premier temps au poste de centre, il est par la suite repositionné au poste d'ailier afin de mieux exploiter sa vitesse et son agilité. En trois ans, il marque 149 points (dont 28 essais) en 54 matchs avec son équipe, et a dans l'espoir d'avoir la chance d'évoluer au niveau supérieur : le Super Rugby,,.
En 2017, la franchise des Southern Kings le retient dans leur effectif pour disputer le Super Rugby,. Il joue son premier match le 25 février 2017 contre les Jaguares, marquant au passage son premier essai dans cette compétition. Lors de sa première saison, il inscrit onze essais en quatorze matchs, et s'impose comme un des tout meilleur finisseur sud-africain malgré la faiblesse de son équipe,. Seulement, la saison 2017 de Super Rugby est la dernière pour les Southern Kings, qui sont exclus du championnat pour manque de résultats. 
Contraint de trouver une nouvelle équipe, il rejoint les Cheetahs qui viennent eux aussi d'être exclus du Super Rugby, et qui rejoignent le Pro14 (ancien Pro12) pour la saison 2017-2018,. Il joue également la Currie Cup 2017 avec les Free State Cheetahs, finissant la saison avec sept essais marqués en six matchs. En Pro 14, il joue avec les Cheetahs de septembre 2017 à janvier 2018, et se distingue encore par ses qualités de finisseur en aplatissant dix essais en treize matchs, finissant en deuxième position du classement des meilleurs marqueurs sur la saison,.
Il quitte ensuite les Cheetahs en cours de saison pour rejoindre les Sharks avant le début de la saison 2018 de Super Rugby,. Il s'impose alors rapidement comme un cadre de la franchise de Durban, grâce ses qualités de vitesse et ses talents de finisseurs,. La même année, il fait aussi ses débuts avec les Natal Sharks en Rugby Challenge.
En 2021, tout en restant lié contractuellement avec les Sharks, il part disputer une saison au Japon avec les NTT Docomo Red Hurricanes en Top League,.

### En équipe nationale
Makazole Mapimpi est sélectionné pour la première fois en équipe d'Afrique du Sud en mai 2017 par le nouveau sélectionneur Allister Coetzee Peu après, il joue avec l'équipe d'Afrique du Sud A en juin 2017, à l'occasion du premier match d'une série de deux rencontres contre les Barbarians français, marquant au passage un essai,.
Il obtient sa première cape internationale avec les Springboks le 2 juin 2018 à l'occasion d'un test-match contre l'équipe du pays de Galles à Washington DC. Une fois de plus, il marque un essai lors de ce premier match. Il enchaîne ensuite avec le Rugby Championship, où il marque trois essais en trois matchs, avant de se blesser au genou, ce qui lui fait manquer le reste de la saison internationale,. 
L'année suivante, il remporte avec son équipe le Rugby Championship.
Plus tard en 2019, il est sélectionné dans la liste des 31 joueurs retenus par Rassie Erasmus pour disputer la Coupe du monde au Japon. Titulaire indiscutable à l'aile gauche des Springboks, il dispute six matchs lors de la compétition, et inscrit autant d'essais,. Lors de la finale de la compétition face à l'Angleterre, il inscrit le premier essai de son équipe, qui remporte le match 32 à 12.
Également retenu pour la Coupe du monde 2023 en France, il est blessé au visage lors d'un contact en phase de poules contre les Tonga. Atteint notamment d'une fracture du plancher orbital, il est contraint de déclarer forfait pour le reste de la compétition. Lukhanyo Am le remplace dans le groupe sud-africain,.

## Palmarès

### En équipe nationale
- Vainqueur du Rugby Championship en 2019.
- Vainqueur de la Coupe du monde en 2019 et 2023.

### Distinctions personnelles
- Meilleur marqueur d'essais de la Challenge Cup en 2024 (6 essais).

## Statistiques
Au 14 août 2022, Makazole Mapimpi compte 29 capes en équipe d'Afrique du Sud, dont 29 en tant que titulaire, depuis le 2 juin 2018 contre l'équipe du pays de Galles à Washington DC. Il a inscrit 70 points (14 essais). 
Il participe à quatre édition du Rugby Championship, en 2018, 2019, 2021 et 2022. Il dispute treize rencontres dans cette compétition. 